# Love Songs: A Compilation... Old and New
Love Songs: A Compilation… Old and New è una raccolta del musicista inglese Phil Collins. L'album è stato pubblicato dalla Atlantic Records il 28 settembre 2004. L'album fu pubblicato solo pochi mesi dopo la pubblicazione del cofanetto The Platinum Collection, di inizio anno.
L'album è stato compilato da registrazioni pubblicate negli album precedenti, nonché da diversi brani inediti, tra cui prove di brani e registrazioni dal vivo. Tra queste ci sono Tearing and Breaking, I've Been Trying, Somewhere, My Girl, Always e The Way You Look Tonight.

## Tracce
Disco Uno
1. "Tearing and Breaking" (Testo: John Martyn, Collins; music: John Martyn) – 5:32
2. "Do You Remember?" – 4:36
3. "One More Night" – 4:49
4. "Against All Odds (Take a Look at Me Now)" – 3:28
5. "Can't Turn Back the Years" – 4:38
6. "A Groovy Kind of Love" (Toni Wine, Carole Bayer Sager) – 3:29
7. "Everyday" – 5:42
8. "Don't Let Him Steal Your Heart Away" – 4:46
9. "Please Come Out Tonight" – 5:47
10. "This Must Be Love" – 3:36
11. "It's in Your Eyes" – 3:03
12. "Can't Stop Loving You" (Billy Nicholls) – 4:18

Disco Due
1. "Testify" – 6:31
2. "True Colors" [Versione inedita] (Billy Steinberg, Tom Kelly)* – 5:32
3. "You'll Be in My Heart" – 4:17
4. "If Leaving Me Is Easy" – 4:55
5. "I've Been Trying" (Curtis Mayfield) – 5:00
6. "I've Forgotten Everything" – 4:36
7. "Somewhere" (Music: Leonard Bernstein, Testo: Stephen Sondheim) – 4:01
8. "The Least You Can Do" (Music: Daryl Stuermer, Testo: Collins) – 5:22
9. "Two Hearts" (Collins, Lamont Dozier) – 3:24
10. "Separate Lives" [Live] (Stephen Bishop) – 5:18
11. "My Girl" [Live] (Smokey Robinson) – 3:49
12. "Always" [Live] (Irving Berlin) – 4:37
13. "The Way You Look Tonight" [Live] (Music: Jerome Kern, Testo: Dorothy Fields) – 4:04